# Bibloplectus minutissimus
Bibloplectus minutissimus är en skalbaggsart som först beskrevs av Aubé 1833.  Bibloplectus minutissimus ingår i släktet Bibloplectus, och familjen kortvingar. Enligt den finländska rödlistan är arten nära hotad i Finland. Enligt den svenska rödlistan är arten otillräckligt studerad i Sverige. Arten förekommer i Götaland. Artens livsmiljö är strandängar vid sötvatten.